# The RZA Hits
The RZA Hits è una compilation del produttore hip hop statunitense RZA, pubblicata nel 1999. Contiene tracce prese sia dal primo album del Wu-Tang Clan sia dagli album degli artisti solisti appartenenti al gruppo.
Il critico musicale Christgau elogia il prodotto, scrivendo che questo lavoro è un «servizio pubblico». Steve Huey di AllMusic sottolinea quanto l'album sia «coerente» e una «eccellente raccolta», concludendo che basta ascoltare solamente questa collezione per capire in base a quale ragione il Wu-Tang Clan sia «riconosciuto come uno dei migliori gruppi nella storia del genere hip hop», assegnando un punteggio perfetto a The RZA Hits.
| Recensione       | Giudizio |
| ---------------- | -------- |
| AllMusic         | [ 1 ]    |
| Robert Christgau | A-       |

## Tracce
Musiche di RZA, True Master (traccia 13) e Ol' Dirty Bastard (traccia 13).
1. Narration By The RZA (RZA) – 1:03
2. Wu-Tang Clan Ain't Nuthing ta F' Wit (Wu-Tang Clan) – 3:36
3. Protect Ya Neck (Wu-Tang Clan) – 4:52
4. Shimmy Shimmy Ya (Ol' Dirty Bastard) – 2:41
5. Liquid Swords (GZA) – 3:01
6. Narration By The RZA (RZA) – 1:20
7. Method Man (Wu-Tang Clan) – 4:55
8. Incarcerated Scarfaces (Raekwon) – 4:30
9. Ice Cream (Cappadonna, Ghostface Killah, Method Man & Raekwon) – 4:16
10. Narration By The RZA (RZA) – 1:31
11. Bring the Pain (Method Man) – 3:15
12. Winter Warz (Cappadonna, Ghostface Killah, Masta Killa, Raekwon & U-God) – 4:41
13. Brooklyn Zoo (Ol' Dirty Bastard) – 3:40
14. All I Need (Method Man) – 3:16
15. C.R.E.A.M. (Wu-Tang Clan) – 4:12
16. All That I Got Is You (Ghostface Killah, Mary J. Blige & Popa Wu) – 5:00
17. Narration By The RZA About Wu Wear (RZA) – 1:40
18. Wu Wear The Garment Renaissance (Cappadonna, Method Man & RZA) – 3:53